# Ram Vaswani
Ram Vaswani (Londra, 1970) è un giocatore di poker inglese.
Ha vinto un braccialetto delle World Series of Poker nell'evento #53 evento delle WSOP 2007, vincendo $217.438. In totale, dopo le WSOP 2010 ha conquistato 16 piazzamenti a premi WSOP.
Vaswani è stato il primo giocatore di poker ad aver raggiunto 4 tavoli finali nell'European Poker Tour. I suoi migliori risultati ottenuti all'EPT sono: il 1º posto a Dublino (2004, guadagno £ 200.000); il 2º posto a Copenaghen (2005, guadagno 549.170 corone danesi); vanta altri due tavoli finali EPT (5° a Deauville 2006 e 8° a Montecarlo 2007).